# Phryganidia
Phryganidia is een geslacht van vlinders van de familie tandvlinders (Notodontidae), uit de onderfamilie Dioptinae.

## Soorten
- P. californica Packard, 1864
- P. naxa Druce, 1885